# كلام الناس 3 (مسلسل)
كلام الناس هو مسلسل سعودي كوميدي، مكون من 3 اجزاء اخر جزء منه عرض في رمضان 1435 هـ. وهو من بطولة حسن عسيري، ريم عبد الله، حبيب الحبيب ويامور، وإنتاج شركة الصدف لصالح التلفزيون السعودي القناة الأولى .
عرض المسلسل على القناة السعودية في 1 رمضان 1435هـ، الموافق 29 يونيو 2014. يحتوي المسلسل على 30 حلقة، مدة كل حلقة 30 دقيقة. يتناول المسلسل بشكل عام حياة المبتعثين السعوديين في الخارج بأسلوب كوميدي. فاز المسلسل بالجائزة الذهبية في مهرجان الخليج الثالث عشر.
سؤال وين نحصله 

## الممثلون
- حسن عسيري بدور
- ريم عبد الله
- حبيب الحبيب
- يامور بدور الفتاة الكندية جوليا التي ولدت في الكويت اثناء عمل والدها هناك مع الجيش الكندي.[2]
- مرزوق الغامدي
- جعفر الغريب
- أغادير السعيد